# Chlorostilbon olivaresi
Chlorostilbon olivaresi là một loài chim trong họ Trochilidae.